# Nitiana
Nitiana est une commune rurale située dans le département de Guiaro de la province du Nahouri dans la région du Centre-Sud au Burkina Faso.

## Santé et éducation
Le centre de soins le plus proche de Nitiana est le centre de santé et de promotion sociale (CSPS) de Guiaro.